# Платтенбург
Платтенбург (нім. Plattenburg) — громада в Німеччині, розташована в землі Бранденбург. Входить до складу району Прігніц.
Площа — 200,76 км2. Населення становить 3270 ос. (станом на 31 грудня 2020).

## Демографія
- Динаміка населення з 1875 року в сучасних кордонах (Синя лінія: населення; Пунктир: відносна порівняльна динаміка населення землі Бранденбург; Сірий фон: період Третього рейху; Помаранчевий фон: період НДР)
- Динаміка населення (синя лінія) і прогнози

| Рік  | Населення |
| ---- | --------- |
| 1875 | 6 113     |
| 1890 | 5 589     |
| 1910 | 5 592     |
| 1925 | 5 852     |
| 1939 | 5 384     |
| 1950 | 8 827     |
| 1964 | 6 571     |

| Рік  | Населення |
| ---- | --------- |
| 1971 | 6 351     |
| 1981 | 5 141     |
| 1985 | 5 265     |
| 1990 | 5 146     |
| 1995 | 4 693     |
| 2000 | 4 177     |
| 2005 | 3 977     |

| Рік  | Населення |
| ---- | --------- |
| 2010 | 3 712     |
| 2015 | 3 413     |
| 2016 | 3 412     |
| 2017 | 3 325     |
| 2018 | 3 297     |
| 2019 | 3 274     |
| 2020 | 3 270     |

Джерела даних вказані на Wikimedia Commons.

## Галерея

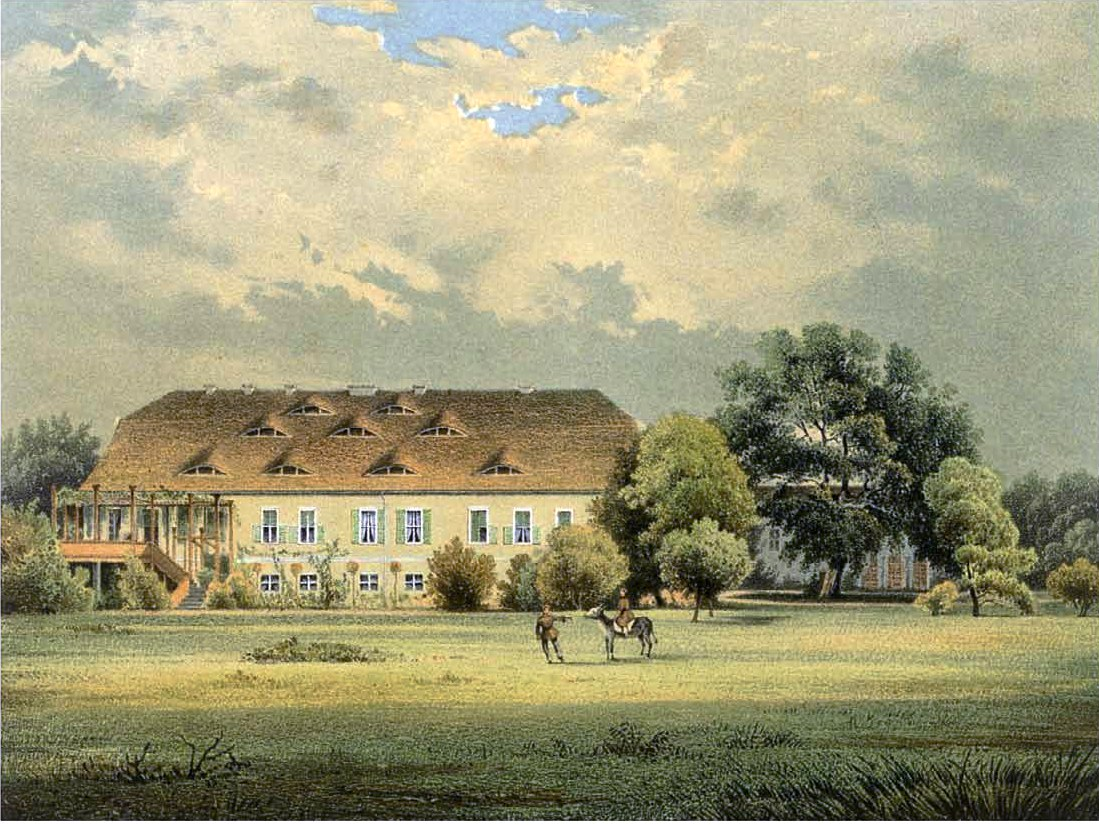
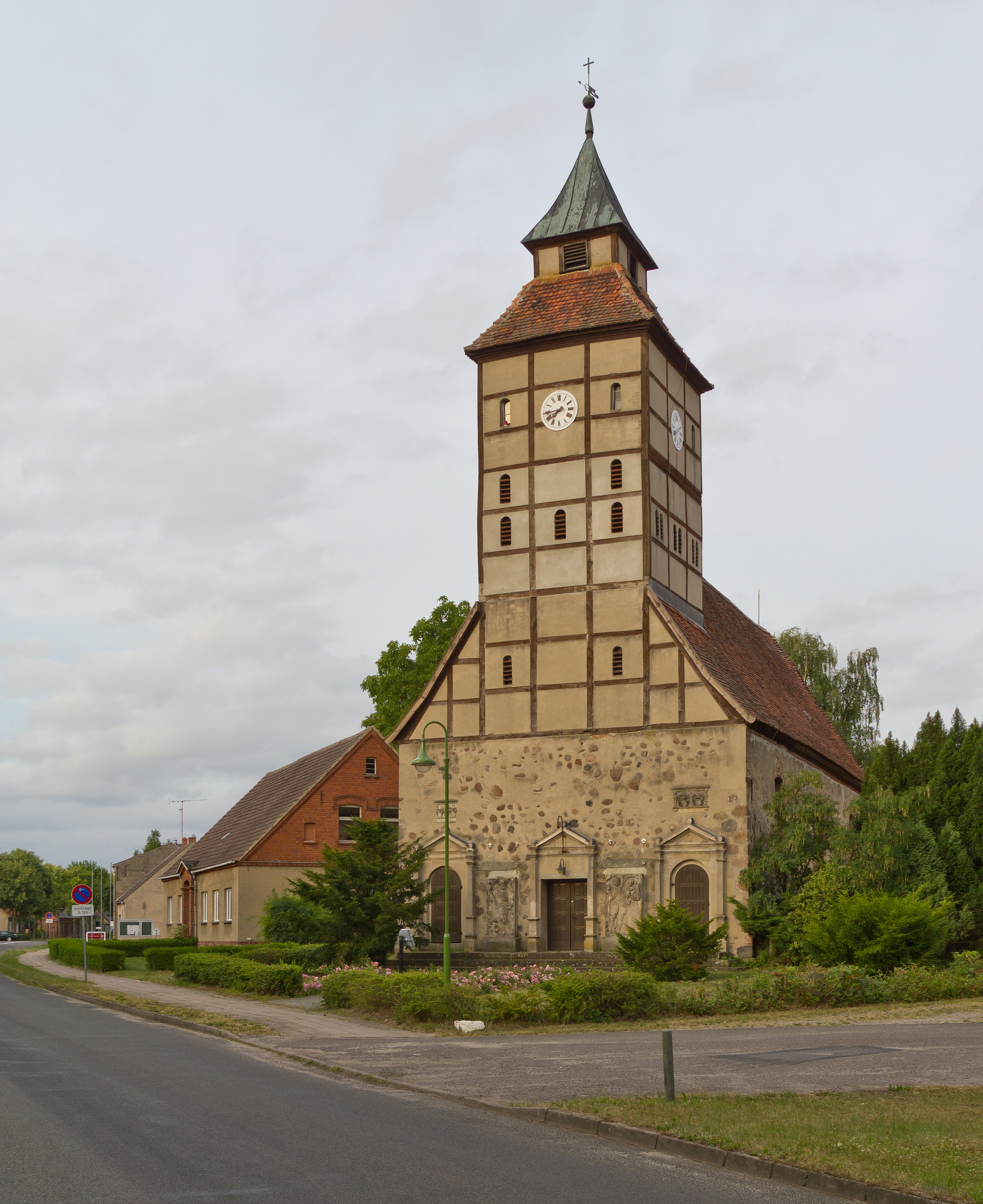
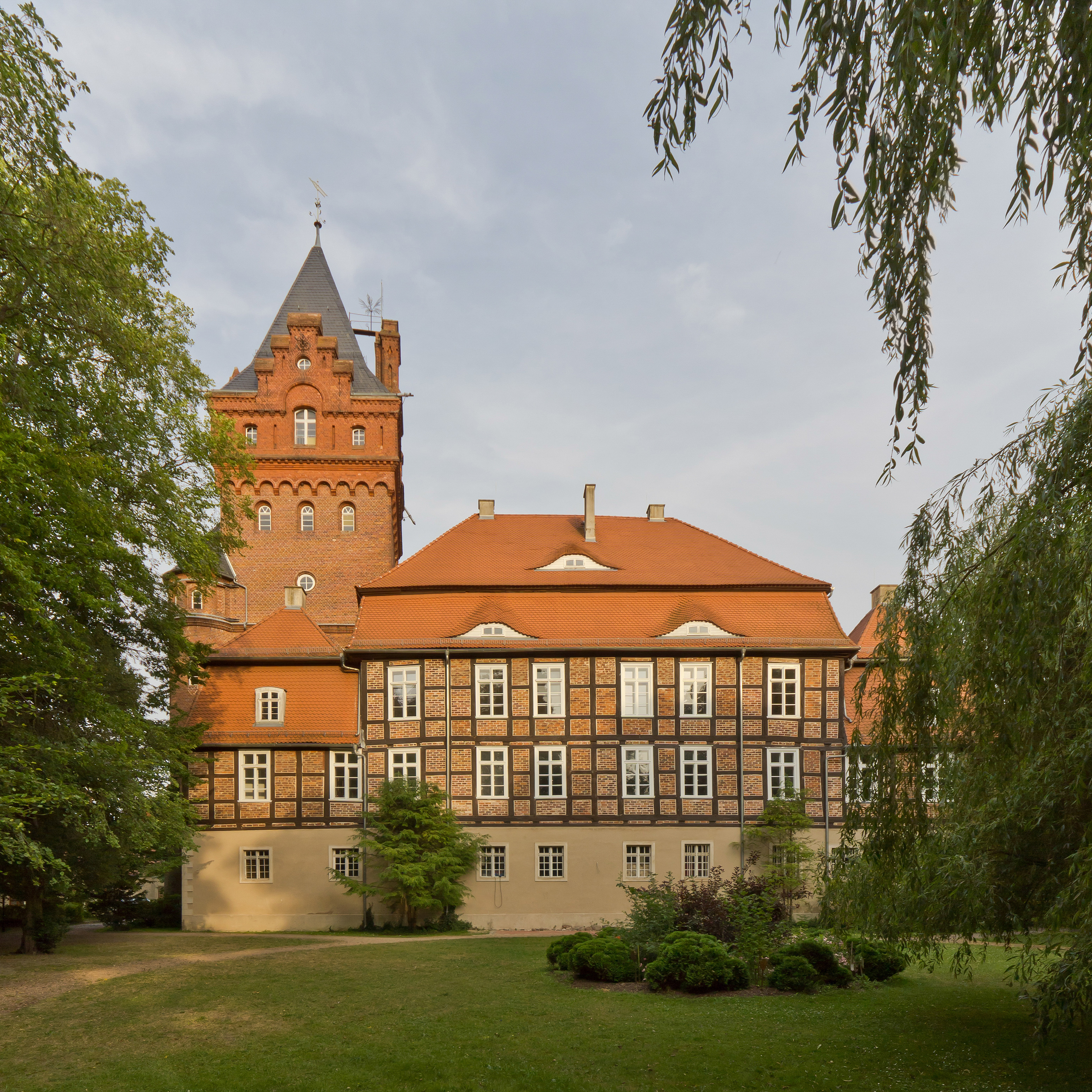